# Francesco Maria Molza
Francesco Maria Molza, född den 18 juni g.s. 1489 i Modena, död den 28 februari g.s. 1544 på samma plats,  var en italiensk renässansskald.
Han studerade först vid Studium a Modena, universitetet i sin födelsestad, därefter vid universitetet i Bologna och slutligen vid La Sapienza i Rom.
Molza var som de flesta av den tidens lärde mera talangfull än aktningsvärd. Tidigt invigd i alla laster, tvangs den kvicke och ståtlige världsmannen avbryta studierna i Rom av sina föräldrar 1512, för att resa tillbaka till Modena och gifta sig där. Francesco lämnade emellertid redan 1516 såväl hustru som barn, för att åter bege sig till Rom. Där upptogs han i den krets av konstnärer och litterater som omgav påve Leo X och den tidens bildade, älskvärda och i hög grad lättsinniga kyrkofurstar. Från 1529 tillhörde han kardinalen Ippolito de' Medicis hov. Efter dennes bortgång 1535 övertogs hans beskydd av den unge kardinalen Alessandro Farnese. Först när Molza genom sitt levnadssätt ådragit sig syfilis återvände han 1543 till de sina, fattig och skyddslös. 
Han var farfar till poeten och musikern Tarquinia Molza.
Molzas diktning är en trogen spegel av renässansens förtjänster och lyten, och hans delvis mycket vackra kärlekssånger är riktade både till kurtisaner och förnäma damer. Berömd för sin stilistiska elegans är hans dikt La ninfa tiberina skriven omkring 1537 på ottava rima, men även hans erotiska prosaberättelser i Novelle i stil med Boccaccio, liksom hans elegier på latin, hans epigram i Capitoli och hans Rime. Hans samlade skrifter utgavs 1747–1754. 
På svenska har Molza ägnats en monografi av Werner Söderhjelm, Francesco Maria Molza : en renässanspoets lefverne och diktning (1911). Författaren Torbjörn Säfve utgav 1988 en lärd och sinnlig roman som heter Molza, älskaren, skriven i jagform, där Molza på sin dödsbädd fritt genomströvar sitt liv i tankarna och ger ord åt den sexuella kärlekens andliga essens.